# Космос-120
Космос-120 је један од преко 2400 совјетских вјештачких сателита лансираних у оквиру програма Космос.
Космос-120 је лансиран са космодрома Тјуратам, Бајконур, СССР, 8. јуна 1966. Ракета-носач Р-7 Семјорка (рус. Семёрка) (8К71, НАТО ознака SS-6 Sapwood) са додатим степеном је поставила сателит у орбиту око планете Земље. 